# Butterfly Temple
Butterfly Temple est un groupe russe de heavy metal folklore formé en 1995 en Russie. Les paroles parlent souvent de paganisme et de légendes.

## Membres actuels
Sergey "Abrey" Abramov - Voix

Michael Shmatko - Guitare

Valeri Ostrikov - Guitarea)

Sergei "Aven" Avanesov - Clavier

Nikolay Korshunov - Basse

Alexey Sporyshev - Batterie

## Anciens membres

### Au chant
Alexey "Lesyar" Agafonov (1995 - 2004)

Dina (1999)

Ksenia (1999 - 2004)

Lyudmila (2002)

Alexey "Miron" Mironov (2004 - 2005)

Polina Yashkova (2008)

### À la basse
Andre 

Alexander Nikulin (2000-2005)

### À la batterie
Angel 

Dobryi

## Discographie

### Demo
- Nahaimal - 1996
- Black Glory - 1997
- Kniga Velesa - 1998
- Golos Krovi - 1998
- Golos Krovi et Kniga Velesa - 1998 (ré-enregistré)

### Album
- Велес (Viélies) - 1999
- Колесо Чёрнобога (Koliésso Tchiornabaga) - 2000
- Сны Северного Моря (Sni Siéviernoga Moria) - 2002
- Тропою Крови По Воле Рода (Tropoyou Krovi Po Volié Poda)- 2003
- Время Мары - 2005 (Vriémia Mari)
- За Солнцем Вслед - 2006 (Za Solntsiem Vsliéd)
- Земля - 2010 (Ziémlia)
- Дыхание - 2012 (Dikhanié)